# Charly Bieler
Carl Anton «Charly» Bieler (* 23. Juli 1948 in Chur GR) ist ein Schweizer Journalist, Kolumnist, Sachbuchautor und Werbetexter.

## Leben
Carl Bieler, aufgewachsen in Chur, absolvierte eine Lehre als Hochbauzeichner und machte in Aesch BL eine Zusatzausbildung als Fassadengestalter. In seine Geburtsstadt zurückgekehrt, begann er berufsbegleitend für die lokalen Tageszeitungen zu fotografieren und zu schreiben. 1972 wurde er bei der liberalen Tageszeitung Der freie Rätier zum Lokalreporter für Bild und Text. Nach der Fusion der beiden Tageszeitungen Der freie Rätier und Neue Bündner Zeitung zur Bündner Zeitung schrieb und fotografiert er von 1974 bis 1978 für dieses Blatt. Ab 1976 war er regelmässig auch als Fotograf für die Bildagentur Keystone im Einsatz.
1978 wechselte er zur Zürcher Tageszeitung Tages-Anzeiger und wurde Redakteur im Aussendienst für die Kantone Graubünden und Glarus sowie das Fürstentum Liechtenstein mit Sitz in Chur. Von 1996 bis 1999 betätigte sich Carl Bieler als Reisejournalist und Reporter beim Sonntags-Blick und wechselte 2000 in dieselbe Funktion zur Wochenzeitung Der Brückenbauer, heute Migros-Magazin, wo er bis zu seiner Frühpensionierung 2010 tätig war. Daneben war er als Werbetexter im touristischen Bereich tätig und schrieb verschiedene Sachbücher.
Er ist verheiratet und hat zwei erwachsene Kinder.

## Werke
- Malediven – Reiseführer, Fischatlas, Inselführer. Werd-Verlag, Zürich 1990/1992.
- mit Paul Membrini: Pablo – ein Strahler auf extremen Wegen. Verlag Bündner Monatsblatt, Chur 1994.
- mit Andrea Vogel: Grenzen – Grenztour Schweiz. Verlag Bündner Monatsblatt, 1995.
- Capuns, ein Kochbuch. Desertina-Verlag, 1999.
- Unter Lüstern – 33 traditionelle Hotels in Graubünden. Desertina Verlag, Chur 2003.
- Capuns-Geschichten, ein Kochbuch mit 130 Rezepten zur traditionellen Bündner Speise. Desertina Verlag, Chur 2006.
- Das vergessene Gestern – 40 Jahre Schwarzweiss-Fotografie von Charly Bieler. Südostschweiz Buchverlag, Zürich/Chur.
- Capuns – Die tollen Rollen. Desertina Verlag, 2012.
- «Und manchmal ein bitzeli daneben», 40 ausgewählte Kolumnen aus «Bündner Woche» und «Bündner Anzeiger». Südostschweiz Buchverlag, Glarus/Chur 2012.
- Wo die alten Meister standen – gestern gemalt, heute fotografiert. Somedia Buchverlag, Glarus/Chur 2016.

## Auszeichnungen
- 1987: Diplom am Unterwasser-Film- und Fotowettbewerb des Schweizerischen Unterwasser-Sportverbandes (SUSV) in der Kategorie Meerwasser.
- 1999: «Bündner Buch des Jahres», Kochbuch Capuns
- 2010: Anerkennungspreis des Kantons Graubünden, «in Würdigung seines engagierten journalistischen Schaffens sowie als Autor von Sachbüchern und Reiseliteratur».

| Personendaten    | Personendaten                                                  |
| ---------------- | -------------------------------------------------------------- |
| NAME             | Bieler, Charly                                                 |
| ALTERNATIVNAMEN  | Bieler, Carl Anton                                             |
| KURZBESCHREIBUNG | Schweizer Journalist, Kolumnist, Sachbuchautor und Werbetexter |
| GEBURTSDATUM     | 23. Juli 1948                                                  |
| GEBURTSORT       | Chur GR                                                        |